# Teófano Esclero
Teófano Esclero (en griego: Θεοφανώ Σκλήραινα) o Theofania del Sacro Imperio (ca. 955 en el Imperio bizantino ~ Nimega, 15 de junio de 991), princesa bizantina devenida esposa de Otón II y, a la muerte de este, emperatriz del Sacro Imperio durante siete años, siendo además una de las soberanas más influyentes del Medioevo.

## Biografía
No se sabe exactamente el lugar de nacimiento de Teófano Esclero, aunque se supone altamente probable que fuera en Constantinopla. Presumiblemente su padre era Constantino Esclero (Κωνσταντινος Σκληρóς), hermano del pretendiente al trono Bardas Esclero, y tenía por madre a Sofía Focas (Σοφια Φóκαινα), hermana al parecer del emperador Juan I Tzimisces. Las fuentes añaden que era neptis (nieta o sobrina) del emperador Nicéforo II.
El matrimonio de Teófano Esclero con Otón II fue propiciado por Teófano Anastaso y del mismo llegaron a edad adulta tres hijas y un hijo:
- Adelaida (977-1032): abadesa de Quedlinburg;
- Sofía (978-1039): abadesa de Gandersheim y Essen;
- Matilde (979-1024): esposa de Ezzo, conde palatino y duque de Lorena;
- Otón III (980-1002): sucesor al trono y luego emperador, quien tuvo una hermana gemela muerta al poco de nacer (antes del 8 de octubre de 980).

## Vida política

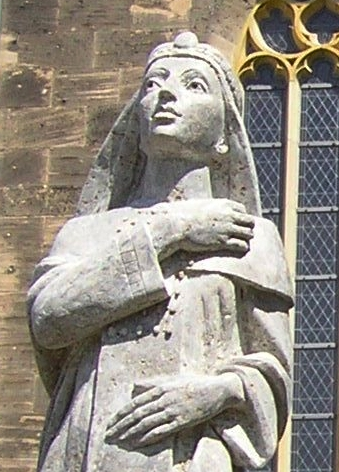
Estatua en la iglesia de san Dionisio, Eschwege.

A inicios de 972 el arzobispo Geron de la ciudad alemana de Colonia llegó con una importante comitiva a Constantinopla para acompañar a la joven Teófano en su viaje al Sacro Imperio Romano Germánico. Desembarcaron en la Apulia y llegaron a Roma el 14 de abril del 972, donde se encontró con Otón II (entonces de 17 años).
La dote de Teófano consistía en varias centenas de carros que portaban objetos confeccionados con madreperla, marfil, ébano, piedras preciosas, oro, plata y bronce, tal dote la hizo probablemente la mujer europea más opulenta de su época.
El acta de matrimonio de Teófano evidencia que fue coronada emperatriz al mismo tiempo que contraía nupcias en la iglesia de San Pedro, oficiando la ceremonia de coronación el papa Juan XIII.
Teófano es citada muy frecuentemente en los documentos referentes al reinado de Otón II, hecho que atestigua su activo interés por los acontecimientos políticos del Sacro Imperio; empero el ambiente cortesano le fue frecuentemente hostil, quizás por ser "extranjera". Tras el deceso de Teófano, aún era llamada despectivamente "la griega"; algún [¿quién?] comentarista "occidental" de la época la acusó de ser adúltera, otro de ser "desagradable y charlatana", y Tietmaro de Merseburgo dice que no era virgo desiderata, esto es: "no era la virgen deseada" refiriéndose a que se prefería como consorte a Ana Porfirogéneta. Luego de la imprevista muerte de Otón II, ocurrida el 17 de diciembre del 983 en Roma, Teófano y su suegra Adelaida de Borgoña fueron llamadas a Alemania por Willigis, arzobispo de Maguncia. En 984 Enrique II (duque de Baviera), siendo el único pariente masculino adulto más próximo al fallecido Otón II, pretendió ejercer la regencia e incluso el título de emperador, para lo cual obligó a Teófano a que marchara junto al pequeño Otón III a Rara (actualmente Rohr bei Meiningen). Sin embargo, los planes de Enrique de Baviera se vieron frustrados, ya que con antelación el entonces niño Otón III ya había sido coronado emperador mediante una astuta jugada de su madre, su abuela paterna y el pontífice romano.
En mayo de 985 se le asignó definitivamente en Fráncfort del Meno la regencia del Sacro Imperio; coetáneamente en el Imperio bizantino se encontraban en el poder los hermanos de Teófano y es por esto que, durante un breve período, los dos grandes Estados europeos medievales estuvieron gobernados por miembros de una misma familia.
Hasta su muerte, Teófano fue regente del Sacro Imperio Romano Germánico y, de hecho, la emperatriz del mismo.
Diversas fuentes evidencian una intensa rivalidad entre Teófano/Teofanía y su suegra Adelaida, lo cual llevó a la segunda a retirarse de la vida política en 986, volviendo a la misma vida recién tras el deceso de Teofania.
Teófano reforzó el poderío del Sacro Imperio especialmente en Lorena y en Italia, así como en los territorios fronterizos con los pueblos eslavos; de este modo, tras diversas campañas militares hacia el este, los príncipes eslavos de Bohemia y Polonia se presentaron en señal de vasallaje en la Dieta Imperial de Quedlinburg.
Teófano con su política sagaz logró, tal cual se ha visto, garantizar el acceso al trono de su hijo. Durante su regencia emitió varios edictos y documentos oficiales, creando así un precedente para la eficacia política de las emperatrices del Sacro Imperio entre el siglo X y el XI.
En un documento del 1 de abril del 990 se confirmó, a la manera bizantina, como imperator (el uso del género masculino en este caso la ratificaba como autócrata, pues a diferencia de los usos en el Sacro Imperio Romano Germánico, en el que el título de emperatriz era más bien honorífico, en el Imperio bizantino ya habían sido emperatrices-autócratas Irene y Teodora); su firma fue en efecto: Theofanius gratia divina imperator augustus.
La emperatriz Teófano murió tras una breve enfermedad el 15 de junio del 991 en Nimwegen (la actual ciudad Nimega) y fue sepultada en la capilla de San Pantaleón de la ciudad de Colonia. Tras su muerte asumió la regencia su suegra, Adelaida de Borgoña, hasta el ascenso al trono de Otón III en 994.
En resumen, Teófano Skleraina reinó once años junto a su esposo Otón II y otros siete como regente.
En esa época el arte del Sacro Imperio tuvo fuertes influencias del arte bizantino, y en gran medida esto se debe a que Teófano trajo consigo desde Constantinopla a artistas, arquitectos y artesanos que contribuyeron a la difusión de elementos bizantinos en el occidente de Europa, también se le atribuye la difusión del culto a San Nicolás de Mira en Occidente.